# Municipio de China (Estados Unidos)
El municipio de China (en inglés: China Township) es un municipio ubicado en el condado de St. Clair en el estado estadounidense de Míchigan. En el año 2010 tenía una población de 3551 habitantes y una densidad poblacional de 39,91 personas por km².

## Geografía
El municipio de China se encuentra ubicado en las coordenadas 42°46′20″N 82°33′43″O / 42.77222, -82.56194. Según la Oficina del Censo de los Estados Unidos, el municipio tiene una superficie total de 88.98 km², de la cual 88.14 km² corresponden a tierra firme y (0.94%) 0.84 km² es agua.

## Demografía
Según el censo de 2010, había 3551 personas residiendo en el municipio de China. La densidad de población era de 39,91 hab./km². De los 3551 habitantes, el municipio de China estaba compuesto por el 98.28% blancos, el 0.17% eran afroamericanos, el 0.23% eran amerindios, el 0.31% eran asiáticos, el 0.03% eran isleños del Pacífico, el 0.39% eran de otras razas y el 0.59% pertenecían a dos o más razas. Del total de la población el 0.79% eran hispanos o latinos de cualquier raza.